# خشم (کتاب باب وودوارد)
خشم ([Rage] Error: {{Lang-xx}}: متن دارای نشانه‌گذاری ایتالیک است (راهنما)) یک کتاب نوشتهٔ باب وودوارد، خبرنگار آمریکایی، دربارهٔ ریاست‌جمهوری دونالد ترامپ است که در سال ۲۰۲۰ منتشر می‌شود. این کتاب دنباله‌ای بر کتاب دیگر او، ترس: ترامپ در کاخ سفید، است که در سال ۲۰۱۸ منتشر شد. این کتاب قرار است در ۱۵ سپتامبر ۲۰۲۰ توسط سایمون اند شوستر منتشر شود.
همانند ترس، عنوان این کتاب هم از یکی از مکالمات وودوارد با ترامپ در مارس ۲۰۱۶ انتخاب شده‌است. وودوارد بیان داشت که «حجم زیادی از تشویش و خشم و اضطراب» در حزب جمهوری‌خواه وجود دارد، و ترامپ در پاسخ گفت: «من خشم را آشکار می‌کنم. من قطعاً خشم را آشکار می‌کنم. من همیشه چنین کرده‌ام… نمی‌دانم که آن یک دارایی است یا یک مسئولیت، ولی هرچه که هست، من انجامش می‌دهم. من در نهایت، وحدت عظیمی را هم آشکار می‌کنم. من موقعیت‌های زیادی مثل این داشته‌ام، که مردم از من بیش از هر انسانی که تا کنون دیده‌اند متنفر بوده‌اند؛ و زمانی که همه‌اش تمام شود، آن‌ها دوستان من خواهند بود؛ و من می‌بینم که همین در این‌جا رخ می‌دهد».
وودوارد در تحقیقاتش برای این کتاب، هجده بار با ترامپ مصاحبه کرد. سایمون اند شوستر اعلام کرد که این کتاب نتیجهٔ «صدها ساعت مصاحبه با شاهدان دست‌اول، در کنار یادداشت‌ها، ایمیل‌ها، خاطرات روزانه، تقویم‌ها و اسناد محرمانهٔ شرکت‌کنندگان» است.

## کشتن قاسم سلیمانی
در این کتاب جزئیات جدیدی از کشیده شدن قاسم سلیمانی منتشر شد. لیندزی گراهام چهره حزب جمهوری‌خواه و موافق حمله نظامی به ایران، در ۳۰ دسامبر ۲۰۱۹ او در هنگام بازی گلف با دونالد ترامپ در مورد کشتن قاسم سلیمانی هشدار داد و میک مالوِینی، رئیس دفتر وقت ترامپ، از گراهام خواست تا در این باره با ترامپ ملاقات و صحبت کند. (که نشان می‌دهد ترامپ مدت‌ها قبل به فکر کشتن سلیمانی بوده‌است) گراهام به ترامپ هشدار داد که کشتن او «بازی جدیدی» را به وسط می‌آورد و «قدم بزرگی» است و می‌تواند باعث «جنگی تقریباً تمام و کمال» شود. پیشنهاد سناتور این بود که کسی در رده پایین‌تر کشیده شود «که جذب آن برای همه خیلی راحت‌تر باشد.». لیندسی گراهام به ترامپ گفت کشتن سلیمانی مانند این است که «بلک‌جک ۱۰ دلاری را جلو بلک‌جک دستی ۱۰ هزار دلار» بازی کنی. در این کتاب اشاره شده که جینا هسپل، رئیس سازمان سیا، موافق کشتن سلیمانی بود و می‌گفت «وقت‌ آن رسیده‌ است که آمریکا سلیمانی را از میان ببرد کنار».